# Giovanni Domenico Barbieri
Giovanni Domenico Barbieri (* 14. Januar 1704 in Roveredo; † 13. September 1764 in Eichstätt) war ein aus Graubünden stammender Baumeister, der zur Zeit des Barocks im Hochstift Eichstätt wirkte.

## Leben

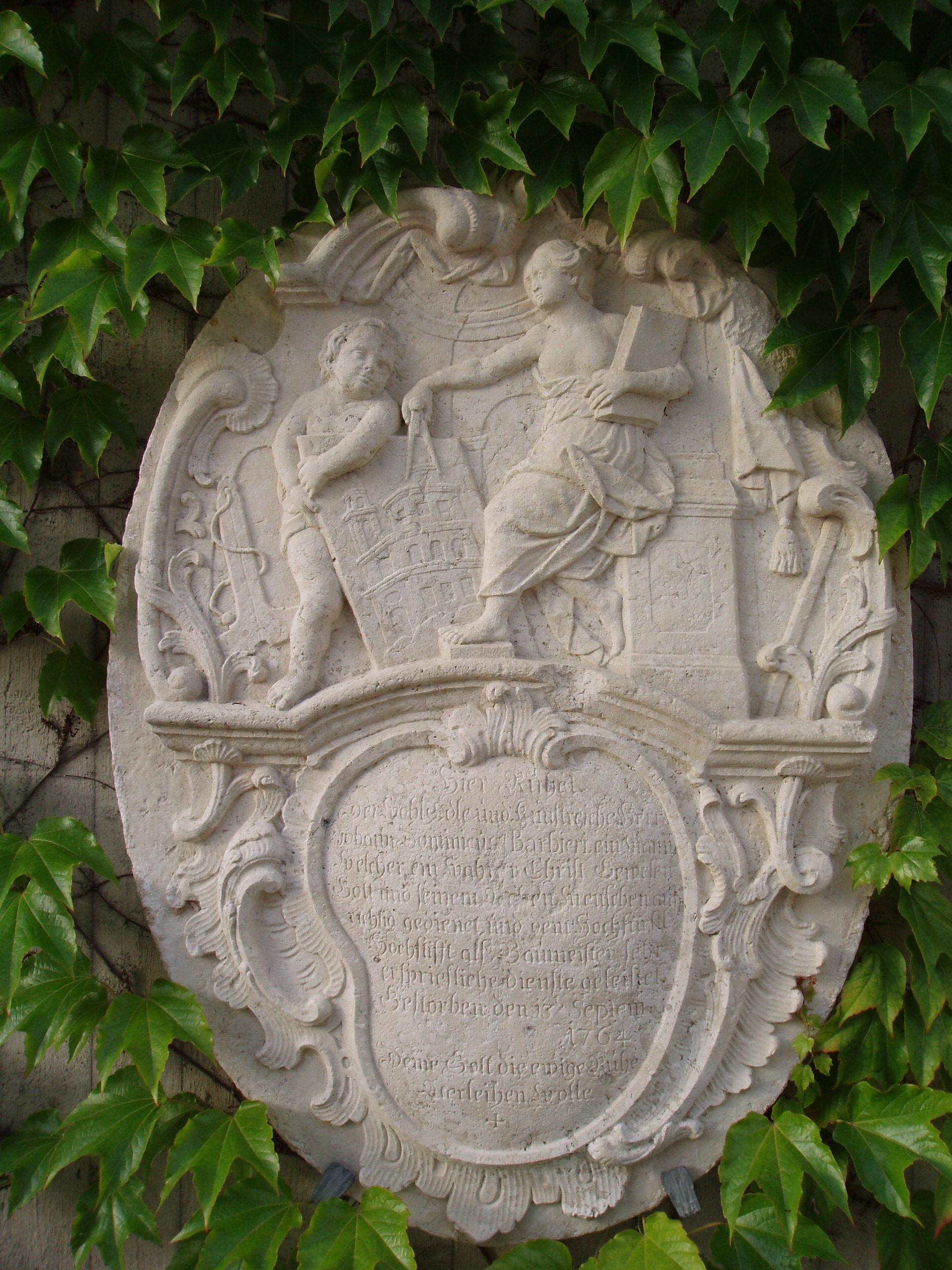
Epitaph des Giovanni Domenico Barbieri auf dem Ostenfriedhof von Eichstätt

Barbieri wuchs in Roveredo im Misox in einer Kaufmannsfamilie auf. Sein Vater war Bartolomeo Barbieri († 1728), seine Mutter Eufemia (Giacomina) geb. Comacia († 1745). Er hatte neun Geschwister und ging, wie seit dem 16. Jahrhundert viele seiner Landsleute, die ebenfalls Baumeister wurden, in die Fremde. Mit 16 Jahren kam er 1720 durch Vermittlung des Baumeisters Giovanni Rigalia d. J. als Mauerlehrling in die Residenzstadt des Hochstifts Eichstätt, wo er sich unter dem Landsmann und fürstbischöflichen Architekten Gabriel de Gabrieli zum Maurermeister und schliesslich zu einem angesehenen Palier bzw. Landbaumeister im Dienst des Eichstätter Fürstbischofs (1741) zum Hofbaumeister entwickelte und schließlich seine Karriere als komisarischer Baudirektor des Domkapitels krönte. Als er 1758 sogar fürstbischöflicher Hofbaumeister werden sollte, versagte er sich diesem Ansinnen aus gesundheitlichen Gründen.
Im Laufe seiner 44-jährigen Tätigkeit im Hochstift Eichstätt – zuweilen auch ausserhalb – brachte er es zu einigem Wohlstand, zumal er auch Bauten mit eigenem Vertrag errichtete und gelegentlich auch als Architekt tätig war. Zehnmal kehrte er für Besuche in die Heimat zurück. Dort heiratete er 1732 Agnese Emerita, Tochter seines Vetters Pietro Barbieri, mit der er sechs Kinder hatte; sein drittes Kind, Giovanni Petro (1737–1783), studierte zunächst in Eichstätt, dann in Salzburg Rechtswissenschaften. Ein weiterer Sohn, Giulio Carlo Giuseppe, war von 1740 bis 1794 Kurat und Vikar. Seinem jüngeren Bruder Giulio (1707–1766) finanzierte er das Theologiestudium an der Universität Dillingen; auch stiftete für Kirchen seiner Heimat wertvolle Geräte. Sein Gönner Gabrieli starb 1747 in seinen Armen; er errichtete dessen Grabmal im Eichstätter Ostenfriedhof.
Barbieri hinterliess eine handschriftliche Autobiographie, die 1992 als Geschenk an das Staatsarchiv Chur kam. Sein Grab-Epitaph hat sich im Eichstätter Ostenfriedhof erhalten.

## Verwandte
Das Geschlecht der Barbieri brachte mehrere Baumeister hervor, die teilweise in der Heimat wirkten, teilweise in der Fremde. So ist für 1545 der Magister Andrea Barbieri aus Roveredo erwähnt (Werke unbekannt). 1619 ist in Eichstätt Martino I. Barbieri (auch: Balbierer) aus Roveredo nachweisbar, der Erbauer der Benediktinerinnen-Klosterkirche St. Walburg und Mitarbeiter am Umbau der Willibaldsburg zum Renaissanceschloss nach Plänen von Elias Holl; er war der Urgrossvater von Giovanni. Domenico Barbieri (auch: Domenico Barbe) aus Roveredo († 1686), Giovannis Grossvater, baute 1655 bis 1658 die St.-Placidus-Kirche in Disentis (Graubünden) und wurde mit dem Wiederaufbau des 1661 eingestürzten Westflügels der bischöflichen Residenz in Chur beauftragt.
Sein Großonkel Giulio Barbieri erbaute einen Flügel des Klosters St. Gallen. Martino II. Barbieri von Roveredo baute 1661 in Kempten, 1676 in Laax und 1676 sowie 1687 bis 1696 Sulzbach AI. Pietro Barbieri von Roveredo ist als Baumeister 1660 in Isny und Alberto Barbieri von Roveredo 1617 in Frohnstetten, 1623 in Laupheim und 1628 in Weissenau nachweisbar.

## Werk

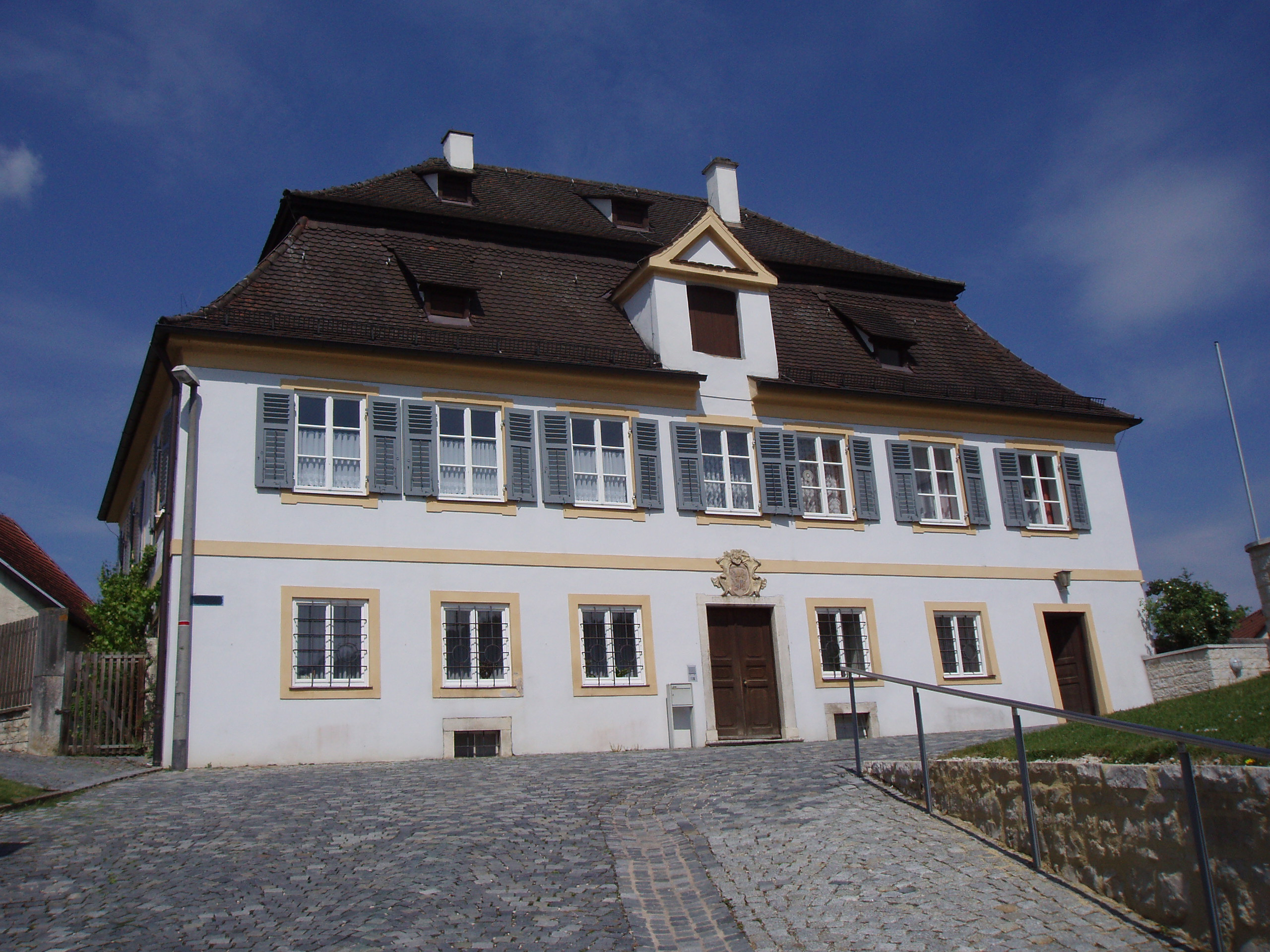
Der Pfarrhof von Dollnstein im Altmühltal – ein Werk Barbieris

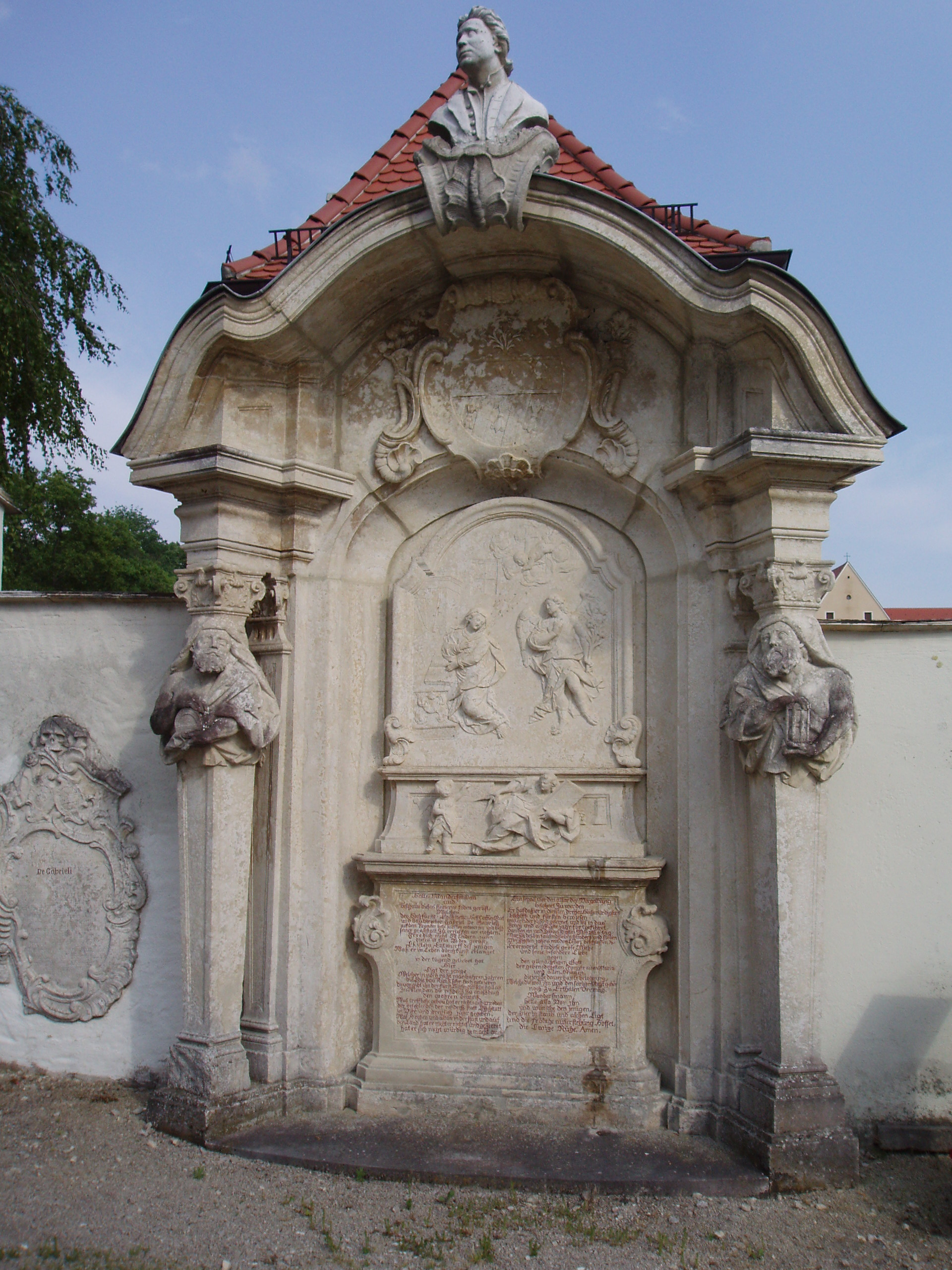
Grabmal des Gabriel de Gabrieli von Giovanni Domenico Barbieri auf dem Eichstätter Ostenfriedhof

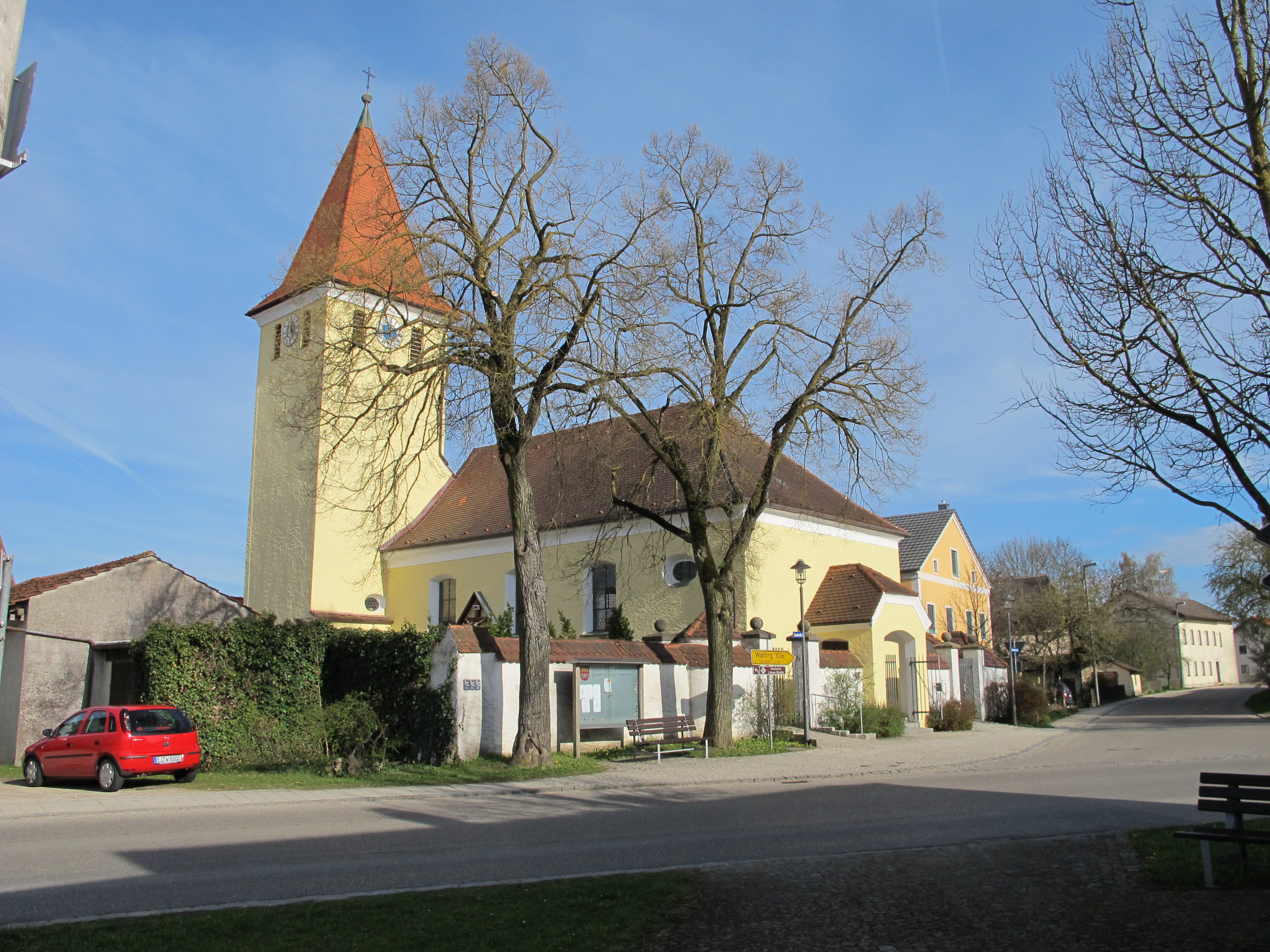
Pfarrkirche Johannes der Täufer in Wachenzell

Giovanni Domenico Barbieri bzw. Domenico Barbieri, wie er kurz genannt wurde, wirkte unter anderem an folgenden Neubauten (N) mit bzw. an deren Renovierung/Erneuerung (R), bis 1747 als verantwortlicher Palier Gabrielis:
- in Abenberg 1743 Haus des Kastners und des Rates (N), 1745 Pfarrhaus (N),
- in Allersberg 1723 Haus und Manufaktur Gilardi (N), 1725 Haus des Ambrosius Heckel (N),
- in Altdorf im Anlautertal 1733 Kirche (N),
- in Ansbach 1746 (N eines Brunnen?),
- in Augsburg 1733/34 Haus des Apothekers Johann Franz Frey (N),
- in Baldern 1724 Hofkapelle des Schlosses (N), 1726 Galerie-Haupttreppe des Schlosses (N),
- in Beilngries 1736 Altmühlbrücke (R), 1742/43 Haus des Oberamtmanns von Hirschberg (N), 1760 Regens-Hueffnagelsches Benefiziumshaus (N),
- in Berching ein Turm (R), 1758 Pfarrkirche (N),
- Landstraße zwischen Berching und Beilngries 1741/42 und 1745/46 (N),
- in Bergen bei Neuburg 1756/57 Heilig-Kreuz-Kirche (N),
- in Berolzheim 1748 das lutherische Pfarrhaus (N),
- in Biburg 1756 Kirche St. Clemens (N),
- in Biesenhard 1743 Haus des Jägers (N), 1754 Gasthof (N),
- in Bieswang 1763 (R eines unbekannten Gebäudes),
- in Breitenbrunn (Oberpfalz) 1724 Kirche (R),
- in Buchenhüll 1746 Wallfahrtskirche (R),
- in Dietfurt an der Altmühl 1733/34 Pfarrkirche St. Ägidius (N), 1739 Brauerei des Franziskanerklosters (R),
- in Dillingen an der Donau 1759 Haus der Gräfin Schöneck (R),
- in Dollnstein 1743–1745 Pfarrhaus (N),
- in Eichstätt 58 Gebäude, darunter 1724 Ostein-Hof (N), 1727/29 Welden-Hof (R), 1732, 1754–1756 Kloster Notre Dame (R), 1733 Haus des Gabriel de Gabrieli (R), 1735 Schlachthof an der Hofmühle (R), 1735 Schönborn-Hof (N), 1737 Stadtpropstei (N), 1770–1742, 1758/59 Domherrenhof Ulm (R), 1743 Domherrenhof Schellardt (N), 1746 Fronfeste (N), 1747 Grabmal für Gabriel de Gabrieli (N), 1749/50 Domkapitelsche Trinkstube und Gerichtsgebäude (N), 1750 Weißer Turm mit Stadttor (N), 1755/56 Domkapitelscher Getreidekasten (N), 1757 Dom-Westfassade (R), 1758/59 Waisenhaus (N), 1760–1762 Kaserne (N), 1762/63 Spethscher Hof (Priesterseminar) (N),
- in Eitensheim 1742 Amtsknechtshaus (N), 1754/55 Pfarrhaus (N),
- in Ensfeld 1734 Pfarrhaus (N),
- in Erkertshofen 1756 Pfarrhaus (N),
- in Göllersreuth bei Thalmässing 1735 Kirche (R),
- in Grafenberg 1759 Filialkirche St. Bartholomäus (N),
- in Greding 1739 Haus des Amtsknechts (N), 1741/42 Richterhaus (N), 1746 Pfarrhaus (N), 1746 Pferdeställe des Schlosses (N), 1761 Kirche St. Martin (R),
- in Großhöbing 1756 Amtsknechtshaus (N),
- in Hainsberg bei Dietfurt 1736/37, 1739 Kirche und Pfarrhaus (N),
- in Herlingshard 1740 Gutshof (N),
- in Herrieden 1743 Stadtturm (N),
- in Schloss Hirschberg 1729, 1738, 1761 (R), 1738 Halle (N)
- in Hirschberg 1739 Stallungen, Keller und Scheune der Brauerei (N),
- in Hofstetten 1746 steinerne Brücke am Schloss (N),
- in Inching 1761 Keller des Schlösschens (N),
- in Irfersdorf 1747 Pfarrhaus (R),
- in Kipfenberg 1746 Schloss (N),
- in Kottingwörth 1760/61 St. Vitus (N),
- in Kreuth bei Heideck 1756 Schloss (R), 1761 Schloss (N),
- in Landershofen 1745 Fischerhaus und Scheune des Hofkastners Gulden (N),
- in Lenting 1747 Pfarrhaus (R),
- in Mailing 1748 Pfarrhaus (N),
- in Marienstein 1763 Kloster (R),
- in Meihern bei Riedenburg 1731 fürstbischöfliche Brauerei (N), 1732, 1739 Schloss (R),
- in Megesheim 1748 Pfarrhaus (R),
- in Meinheim 1748 Domkapitelscher Getreidekasten (N),
- in Mönchsdeggingen 1747 lutherisches Pfarrhaus (R),
- in Mörnsheim 1746 Kastner-Haus (R),
- in Moritzbrunn 1740 Kirche und Kirchturm (R), 1745 Scheune und Stallungen (N),
- in Mühlhausen 1750 Pfarrhaus (N),
- in München-Nymphenburg 1730 Haus des Kaufmanns Rastellino (N),
- in Nassenfels 1738 Pfarrkirche St. Nikolaus (N),
- in Oberhausen bei Günzburg 1740 Schloss des Franz Christoph Frhr. von Ramschwag (N),
- in Obermässing 1736 Schloss (R),
- in Oberschwaningen 1745 ein Turm (N),
- in Oberwiesenacker 1727 Pfarrkirche,
- in Ochsenfeld 1751 Haus Velheim (N),
- in Ornbau 1743/45 Brücke und Stadttor (N),
- in Pfahldorf 1760 Pfarrkirche (N),
- in Pfünz 1740/41 Orangerie im Schlosspark (N),
- in Pleinfeld 1756 Pfarrkirche und Kirchturm (N), 1762 R an unbekanntem Gebäude,
- in Pollenfeld 1745 Kirche (N),
- in Raitenbuch 1741 Schloss (R),
- in Rebdorf 1761–1763 Augustiner-Chorherrenstift (R),
- in Reichenau bei Herrieden 1746 Jägerhaus (N),
- in Rieshofen 1749 Kirche (N),
- in Roveredo 1739 Stallungen (N), 1745 Elternhaus (R),
- 1741 Schloss Sandsee (R),
- in Schambach im Schambachtal 1755 Heilig-Kreuz-Kirche (N),
- in Schernfeld 1745 Jägerhaus (N),
- in Schutzendorf 1746 Kirchenerweiterung (N),
- in Sornhüll 1746 Jägerhaus (N),
- in Spalt 1752/53 Palais des Stiftsdekan (N), 1753/54 Haus für zwei Kanoniker (N),
- in Stetten bei Gunzenhausen 1751 Pfarrhaus (N),
- in Titting 1742 Brauerei (N), 1747 Pfarrhaus (N), 1760 Kirchturm (R),
- in Unterstall 1747 Pfarrhaus (R), 1757 Haus des Frühmessers (N),
- in Wachenzell 1764 Pfarrkirche St. Johannes der Täufer (N),
- in Weigersdorf 1745 Kirche (N),
- in Weilheim 1742 Kirche (N), 1756 Pfarrhaus (R),
- in Weißenkirchen 1740 Kirche (R), 1745 Scheunen und Stallungen (N),
- in Wemding 1745 Wallfahrtskirche Maria Brünnlein, Baukommission (N),
- in Wettstetten 1761 Pfarrhaus (N),
- in Wittmess 1745 Ziegelei (N),
- in Wolferstadt 1756 Pfarrhaus (R).